# Madžari (Pljevlja)
Pour les articles homonymes, voir Madžari.
Madžari (en serbe cyrillique : Маџари) est un village du nord du Monténégro, dans la municipalité de Pljevlja. Au recensement de 2003, il ne comptait plus aucun habitant.

## Démographie

### Évolution historique de la population
| 1948 | 1953 | 1961 | 1971 | 1981 | 1991 | 2003 |
| ---- | ---- | ---- | ---- | ---- | ---- | ---- |
| 83   | 102  | 97   | 67   | 28   | 18   | 0    |